# Charles-Eusèbe Casgrain
Pour les articles homonymes, voir Casgrain.
Pour les autres membres de la famille, voir Famille Casgrain.
Charles-Eusèbe Casgrain (21 décembre 1800 - 29 février 1848) est un avocat et un homme politique canadien qui s'est opposé aux 92 résolutions lors du soulèvement de 1837.
Né à Rivière-Ouelle, il fit ses études au petit séminaire de Québec de 1812 à 1816, puis au séminaire de Nicolet jusqu'en 1818. Il fit un stage avec Louis Moquin à Québec avant d'entreprendre l'exercice de son métier dans sa ville natale.
À l'élection bas-canadienne de 1830, il se présenta à la Chambre d'assemblée en compagnie d'Amable Dionne et fut élu dans Kamouraska. Il prit ses distances avec Louis-Joseph Papineau, qui le dégoûtait par son indiscipline.
Modeste en politique, il siégea au conseil spécial de 1838, où il fit preuve d'anti-élitisme lors de l'insurrection. Doté du pouvoir de prêter le serment d'allégeance, il travailla ensuite au sein de la commission des travaux publics.
À Pointe-Saint-Charles et à Grosse-Île, il fit construire des abris pour les immigrants irlandais frappés par le typhus. Tombé malade en 1847, il mourut le 24 février de l'année suivante. Il est le père de l'écrivain et historien Henri-Raymond Casgrain et de Philippe Baby Casgrain.